# هرمان اوپنهایم
هرمان اوپنهایم (آلمانی: Hermann Oppenheim؛ ۱ ژانویهٔ ۱۸۵۸ – ۵ مهٔ ۱۹۱۹) پزشک و دانشمند در زمینه عصب‌شناسی اهل آلمان بود.
او تحصیلات خود را در رشتهٔ پزشکی در دانشگاه هومبولت برلین، دانشگاه گوتینگن و دانشگاه بن انجام داد.
او پژوهش‌ها و مطالعات گسترده‌ای در زمینهٔ تابس دورسالیس، الکلیسم، فلج اطفال قدامی، سیفلیس، ام‌اس، روان‌نژندی پس از سانحه دارد. در زمینهٔ فیزیولوژی نیز، او با کمک ناتان تسونتس مقالاتی دربارهٔ متابولیسم اوره منتشر نمود.
او ابداع‌کنندهٔ عبارتِ پزشکی «dystonia musculorum deformans» (دیستونی ماهیچه‌ای دگرشکل) یا همان «سندرم تسیهن-اوپنهایم» است که به افتخار تئودور تسیهن و او نامگذاری شده است.
همچنین، یکی دیگر از نام‌های «هیپوتونی مادرزادی»، «بیماری اوپنهایم» است.